# رضوان عواشریه
رضوان عواشریه (انگلیسی: Redouane Aouachria؛ زادهٔ ۱۰ نوامبر ۱۹۶۹) بازیکن هندبال اهل الجزایر بود.